# 张绍基
张绍基（1935年2月11日—2012年10月15日），中国寄生虫病防治研究专家、原江西省寄生虫病防治研究所所长。1982年加入中国共产党，是中共十三大、十四大代表，第五、六届江西省政协委员。1991年起享受国务院政府特殊津贴。历任中华人民共和国卫生部血吸虫病专家咨询委员会委员、中华预防医学会寄生虫病专业委员会常委、江西省预防医学会寄生虫病专业委员会主任委员、江西省血吸虫病研究委员会主任委员。

## 生平
1935年2月出生于江苏省太仓县，1957年毕业于上海第一医学院，同年9月至1958年在江西省卫生防疫站工作，1958年9月在江西省卫生厅除害灭病办公室工作，1959年11月在江西省寄生虫病研究所工作，1968年11月在铜鼓县三溪大队行医，1969年9月借调铜鼓县卫生局，1973年在江西省医学科学研究所工作，1981年2月在江西省寄生虫病研究所工作，1984年起担任所长，1999年9月退休。2012年10月15日于江西南昌逝世。

## 学术
张绍基是第一位在中国国内提出了以感染螺密度为主要指标的血吸虫病易感地带分类标准的学者，为中国血吸虫病疫区有螺环境灭螺提供了依据。他提出并起草的《鄱阳湖大区域控制血吸虫病的总体规划》，加速促进了鄱阳湖区血吸虫病防治的进程。

## 主要著作
- 《鄱阳湖研究》
- 《肿瘤流行病学》
- 《血吸虫病防治理论与实践》
- 《血吸虫病防治手册》

## 国际交流和影响
张绍基于1989年通过南京医科大学与美国布朗大学国际卫生研究所签订了一项“重型日本血吸虫病流行区人群感染率、感染度与疾病相关关系及化疗对日本血吸虫病的流行性和临床发病影响的研究” 的三年现场研究计划。
他与他领导的江西省寄生虫病防治研究所先后与菲律宾马尼拉热带病研究所、日本ASSCA（中国和东南亚血吸虫病消灭援助团）、日本琦玉医科大学、日本东京大学医学部、日本顺天堂大学医学部、日本产业医科大学、日本长崎大学、美国Symter制药公司、美国费城自然科学院、澳大利亚昆士兰热带医学研究中心、瑞士热带病研究所、韩国国际协力团、韩国健康管理协会和韩国国立汉城大学医学院等单位建立了科研合作关系。